# Belgische kampioenschappen atletiek 1922
In 1922 vonden de Belgische kampioenschappen atletiek Alle Categorieën voor de mannen plaats op 18 juni in het Josaphatpark in Schaarbeek en op 25 juni in het Jules Ottenstadion in Gentbrugge. De finale van 400 m horden diende opnieuw gelopen te worden op 15 augustus in Heverlee. De 10.000 m werd op 24 september gelopen als voorwedstrijd van de voetbalwedstrijd Daring Club Brussel - CS Verviers in het De Coninckstraatstadion in Sint-Jans-Molenbeek. Valmy Pacquot kon zijn titel op de 5000 m niet verdedigen omdat zijn club ondertussen ontbonden was.  
De kampioenschappen voor vrouwen vonden plaats op 21 juli in Ukkel. Er werden verschillende nationale records verbeterd.

## Uitslagen

### 100 m/80 m
| rang   | atleet          | prestatie |
| ------ | --------------- | --------- |
| Goud   | Paul Brochart   | 11,3 s    |
| Zilver | Freddy          | op 1,5 m  |
| Brons  | Pierre Meuleman |           |

| rang   | atlete           | prestatie   |
| ------ | ---------------- | ----------- |
| Goud   | Flore De Raedt   | 11,0 s (NR) |
| Zilver | Renée Silem      | op 1 m      |
| Brons  | Elise Vantruijen | op 15 cm    |

### 200 m
| rang   | atleet          | prestatie |
| ------ | --------------- | --------- |
| Goud   | Paul Brochart   | 24,3 s    |
| Zilver | Pierre Meuleman | op 0,5 m  |
| Brons  | Paul Roulez     |           |

### 400 m/300 m
| rang   | atleet          | prestatie |
| ------ | --------------- | --------- |
| Goud   | François Morren | 51,8 s    |
| Zilver | Jules Migeot    | op 7 m    |
| Brons  | Mario Vigoni    | op 1 m    |

| rang   | atlete                | prestatie   |
| ------ | --------------------- | ----------- |
| Goud   | Antoinette Gallemaers | 48,0 s (NR) |
| Zilver | Thérèse Verheyden     | op 4 m      |
| Brons  | Elise Vantruijen      | op 20 cm    |

### 800 m/1000 m
| rang   | atleet            | prestatie        |
| ------ | ----------------- | ---------------- |
| Goud   | François Morren   | 2.06,8           |
| Zilver | Joseph Vander Wee | op 3 m           |
| Brons  | Devos             | op 1 borstlengte |

| rang   | atlete                | prestatie |
| ------ | --------------------- | --------- |
| Goud   | Louise Gits           | 3.33,2    |
| Zilver | Marianne De Saedeleer | op 8 m    |
| Brons  | Angèle Lardinoy       | op 3 m    |

### 1500 m
| rang   | atleet               | prestatie |
| ------ | -------------------- | --------- |
| Goud   | Georges Vandenbroele | 4.22,3    |
| Zilver | Leonce Oleffe        | op 2 m    |
| Brons  | Marcel Alavoine      | op 20 m   |

### 5000 m
| rang   | atleet               | prestatie |
| ------ | -------------------- | --------- |
| Goud   | Georges Vandenbroele | 16.17,4   |
| Zilver | Joseph Mariën        | op 50 m   |
| Brons  | Marcel Alavoine      | op 50 m   |

### 10.000 m
| rang   | atleet               | prestatie |
| ------ | -------------------- | --------- |
| Goud   | Georges Vandenbroele | 33.33,6   |
| Zilver | Marcel Alavoine      | op 50 m   |
| Brons  | Joseph Mariën        | op 50 m   |

### 110 m horden/83 m horden
| rang   | atleet     | prestatie |
| ------ | ---------- | --------- |
| Goud   | Omer Smet  | 16,4 s    |
| Zilver | Powell     | op 1 m    |
| Brons  | Josse Ruth | op 3 m    |

| rang   | atlete              | prestatie   |
| ------ | ------------------- | ----------- |
| Goud   | Henriette Vandaelen | 14,0 s (NR) |
| Zilver | Flore De Raedt      | op 1 m      |
| Brons  | Hermance Maes       | op 1 m      |

### 400 m horden
| rang   | atleet          | prestatie |
| ------ | --------------- | --------- |
| Goud   | Jules Migeot    | 59,0 s    |
| Zilver | Albert Van Dyck |           |
| Brons  | Powell          |           |

### Verspringen
| rang   | atleet        | prestatie |
| ------ | ------------- | --------- |
| Goud   | Jean Lefebvre | 6,63 m    |
| Zilver | Omer Smet     | 6,20 m    |
| Brons  | Claeys        | 6,07 m    |

| rang   | atlete           | prestatie |
| ------ | ---------------- | --------- |
| Goud   | Elise Vantruijen | 4,30 m    |
| Zilver | Renée Silem      | 4,29 m    |
| Brons  | Hermance Maes    | 4,22 m    |

### Hoogspringen
| rang   | atleet        | prestatie |
| ------ | ------------- | --------- |
| Goud   | Jean Hénault  | 1,75 m    |
| Zilver | Eugene Lecocq | 1,70 m    |
| Brons  | Gérard Noël   | 1,70 m    |

| rang   | atlete           | prestatie |
| ------ | ---------------- | --------- |
| Goud   | Elise Vantruijen | 1,35 m    |
| Zilver | Alice De Pauw    | 1,35 m    |
| Brons  | Hermance Maes    | 1,30 m    |

### Polsstokhoogspringen
| rang   | atleet         | prestatie |
| ------ | -------------- | --------- |
| Goud   | Powell         | 3,25 m    |
| Zilver | Jean Goblet    | 3,10 m    |
| Brons  | Ernest Gillain | 3,00 m    |

### Kogelstoten
| rang   | atleet            | prestatie |
| ------ | ----------------- | --------- |
| Goud   | Arthur De Laender | 11,10 m   |
| Zilver | Louis Wierinckx   | 10,79 m   |
| Brons  | Henri Hubinon     | 10,13 m   |

| rang   | atlete            | prestatie    |
| ------ | ----------------- | ------------ |
| Goud   | Georgette Vandyck | 14,01 m (2H) |
| Zilver | Alice De Pauw     | 13,65 m      |
| Brons  | Mélanie Dumé      | 13,18 m      |

### Discuswerpen
| rang   | atleet            | prestatie |
| ------ | ----------------- | --------- |
| Goud   | Arthur De Laender | 36,62 m   |
| Zilver | Auguste Waibel    | 35,35 m   |
| Brons  | Fred Zinner       | 32,42 m   |

| rang   | atlete              | prestatie    |
| ------ | ------------------- | ------------ |
| Goud   | Henriette Vandaelen | 20,80 m (NR) |
| Zilver | Alice De Pauw       | 19,42 m      |
| Brons  | Mélanie Dumé        | 19,25 m      |

### Speerwerpen
| rang   | atleet         | prestatie |
| ------ | -------------- | --------- |
| Goud   | Auguste Waibel | 41,61 m   |
| Zilver | Emile Muller   | 41,60 m   |
| Brons  | Jean Lefebvre  | 41,30 m   |

| rang   | atlete            | prestatie    |
| ------ | ----------------- | ------------ |
| Goud   | Georgette Vandyck | 29,53 m (2H) |
| Zilver | Alice De Pauw     | 24,68 m      |
| Brons  | Mélanie Dumé      | 24,67 m      |

NR: nationaal record 

2H: twee handen
1889 · 
1890 · 
1891 · 
1892 · 
1893 · 
1894 · 
1895 · 
1896 · 
1897 · 
1898 · 
1899 · 
1900 · 
1901 · 
1902 · 
1903 · 
1904 · 
1905 · 
1906 ·
1907 ·
1908 · 
1909 · 
1910 · 
1911 · 
1912 · 
1913 · 
1914 · 
1919 · 
1920 · 
1921 · 
1922 · 
1923 · 
1924 · 
1925 · 
1926 · 
1927 · 
1928 · 
1929 · 
1930 · 
1931 · 
1932 · 
1933 · 
1934 · 
1935 · 
1936 · 
1937 · 
1938 · 
1939 · 
1940 · 
1941 · 
1942 · 
1943 · 
1944 · 
1945 · 
1946 · 
1947 · 
1948 · 
1949 · 
1950 · 
1951 · 
1952 · 
1953 · 
1954 · 
1955 · 
1956 · 
1957 · 
1958 · 
1959 · 
1960 · 
1961 · 
1962 · 
1963 · 
1964 · 
1965 · 
1966 · 
1967 · 
1968 · 
1969 · 
1970 · 
1971 · 
1972 · 
1973 · 
1974 · 
1975 · 
1976 · 
1977 · 
1978 · 
1979 · 
1980 · 
1981 · 
1982 · 
1983 · 
1984 · 
1985 · 
1986 · 
1987 · 
1988 · 
1989 · 
1990 · 
1991 · 
1992 · 
1993 · 
1994 ·
1995 · 
1996 · 
1997 · 
1998 · 
1999 · 
2000 · 
2001 · 
2002 · 
2003 · 
2004 · 
2005 · 
2006 · 
2007 · 
2008 · 
2009 · 
2010 · 
2011 · 
2012 · 
2013 · 
2014 · 
2015 · 
2016 · 
2017 · 
2018 · 
2019 · 
2020 · 
2021 · 
2022 · 
2023 · 
2024